# Sixième classique
Sixième classique est un téléfilm français réalisé en 1995 par Bernard Stora, coécrit par Claudine Vergnes et Bernard Stora.

## Synopsis
Octobre 1952, pour Aurélien, 10 ans, l’entrée en sixième au lycée de Bergerac, combinée au départ de son père pour Paris, marque le début d’une vie nouvelle et terriblement excitante.
Dès le premier jour de classe, Aurélien découvre que dans ce monde où personne ne le connaît, son identité peut varier au gré de sa fantaisie. Très vite il s’enhardit à ce nouveau jeu. La liberté que lui laisse sa mère, Simone, prise elle-même par son activité de sage-femme, lui facilite la tâche. Pour s’attirer la sympathie de son voisin de classe, Alexandre, il s’invente une vie chatoyante qu’il embellit par petites touches au gré des circonstances. Une sœur aux États-Unis, une mère aviatrice…
Un jour Aurélien est chargé comme tous ses camarades de vendre un carnet de timbres pour la campagne contre la tuberculose. Il sonne à la porte d’une maison cossue et se retrouve chez un couple de retraités, les Cotelle, qui l’accueillent avec bienveillance. Pour mieux écouler ses timbres, Aurélien improvise une histoire à sa façon. Il est orphelin, pupille de la Nation, placé dans une famille d’accueil, son père adoptif est en sanatorium, sa mère assaillie de difficultés financières… Très émus, les Cotelle, qui ont perdu leur fils dans des circonstances douloureuses, s’attachent au jeune garçon. À l’insu de sa mère, Aurélien prend l’habitude de venir goûter et faire ses devoirs chez les Cotelle, puis déjeuner à midi, puis dormir de temps à autre.
Sa double vie s’organise, pleine d’agréments, jusqu’au jour où les Cotelle — habilement manœuvrés par lui — entreprennent de lui faire faire sa première communion…

## Liste technique
- Production : Gaumont Télévision / TF1
- Produit par Christian Charret et Jacques Salles
- Scénario original de Claudine Vergnes
- Adaptation : Bernard Stora - Claudine Vergnes
- Dialogues de Bernard Stora
- Musique originale : Bruno Coulais
- Image : Gérard de Battista
- Décors : Jean-Pierre Bazerolle
- Costumes : Claude Ghene
- Son : Georges Prat
- Mixage : François Groult
- Montage : Scott Stevenson
- 1er assistant-réalisateur : Robert Boulic
- Directeur de production : Gilles Sacuto
- Direction artistique TF1 : Claude de Givray
- Durée : 1h40
- Année : 1995
- 1re diffusion : Vendredi 31 mai 1996 à 20h50 sur TF1
- Pays :  France
- Genre : Comédie

## Distribution
- Clément Van Den Bergh : Aurélien Bertrand
- Véronique Genest : Simone Bertrand
- Line Renaud : Mme Cotelle
- Gérard Séty : M. Cotelle
- Elisabeth Vitali : Cécile Bodin
- Antoine Duléry : Michel Bertrand
- Stéphane Rideau : Mitou
- Éric Desmarestz : M. Consolat
- Cédric Frouin : Alexandre Consolat
- Félix Briaud : Gilbert Colladant
- David Kozar : Ramon
- Alain Moussay : le prêtre
- Laurent Paris: l'homme dans le train

## Propos du réalisateur
Comment est née l’idée de “Sixième Classique” ?
L’idée de départ de Claudine Vergnes, l’auteur du scénario original, était à la fois très simple et très efficace. Elle consistait à plonger un enfant d’une dizaine d’années, Aurélien, dans une situation généralement réservée aux adultes : la double vie.
Dans un premier temps, tout paraît simple, le hasard favorise Aurélien. Comme dans un vaudeville bien huilé, il conjugue avec virtuosité ses deux existences et profite allègrement des avantages de l’une et de l’autre. Peu à peu, la machine s’emballe, il ne maîtrise plus le processus qu’il a lui-même enclenché. Bientôt, son existence devient intenable.
Pourquoi le film se déroule-t-il en 1953 ?
D’abord parce que nous avions, ma scénariste et moi, l’âge d’Aurélien à cette époque, et que le film emprunte beaucoup à nos souvenirs. Ensuite parce que je dirais que c’est une histoire d’avant le téléphone. Aujourd’hui, ce qui arrive à Aurélien serait presque inconcevable. Les enfants sont fliqués. Quand ils sortent, on leur dit : « Appelle dès que tu arrives. » S’ils ont cinq minutes de retard, on téléphone pour vérifier etc. En 1953, la majorité des gens n’avait pas le téléphone et son usage était réservé à des cas importants. Quand il sonnait, on était presque inquiet. Contrairement à ce qu’on croit, les enfants étaient infiniment plus libres il y a trente ou quarante ans. On leur fichait la paix. Il y avait le monde des adultes et le monde des enfants, c’était finalement pas si mal. Les parents disaient : « Traînez pas dans nos pattes ! »  Du coup, on allait vadrouiller des journées entières.
Diriez-vous que “Sixième Classique” est un film nostalgique ?
Je n’aime pas la nostalgie, du moins dans le sens : « Avant, c’était formidable, maintenant, c’est nul » Mais il est vrai que “Sixième Classique” se situe à une époque très courte où, me semble-t-il, la société française a connu quelque chose qui ressemblait d’assez près au bonheur. Les souvenirs de la guerre s’éloignaient, la reconstruction était achevée, il y avait beaucoup d’espoir, on croyait au progrès, les gens commençaient à bénéficier du confort etc.
Tout ceci fait qu’il régnait — malgré les difficultés — un certain climat d’allégresse, de joie de vivre. J’espère qu’un peu de cet optimisme passe dans mon film.
Est-ce qu’Aurélien est un menteur, ou un mythomane ?
Ni l’un ni l’autre. Bien sûr, Aurélien ne dit pas la vérité, donc, objectivement, c’est un menteur. Mais en même temps, il est extrêmement choqué quand il entend sa mère mentir pour éviter d’avoir des problèmes avec Michel, son mari. Et lorsqu’il se confesse, il répond sans hésiter par la négative au prêtre qui lui demande s’il a menti. En réalité, Aurélien, parvenu au seuil de l’adolescence, s’accroche comme un fou à l’enfance, à cette capacité qu’ont les enfants de se multiplier, de se projeter dans des personnages qui ne sont pas eux, d’assumer plusieurs identités à la fois. Il finit par s’en rendre malade, et quand il est guéri, l’enfant a laissé la place à l’adolescent. La scène finale, dans le train, a valeur de mise à l’épreuve. Au terme d’une lutte qu’on imagine aussi douloureuse que brève, Aurélien choisit d’assumer définitivement son identité. Il est Aurélien Bertrand pour la vie.
Ne pourrait-on pas faire à Simone le reproche de ne pas suffisamment s’occuper de son fils ?  Aurélien ne va-t-il pas chercher chez les Cotelle ce qu’il ne trouve pas chez lui ?
C’est vrai que Simone et les Cotelle n’ont pas les mêmes principes d’éducation, c’est le moins que l’on puisse dire. Qui a raison, qui a tort ?  De quoi, finalement, profitent les enfants ?  Ne font-ils pas leur miel d’expériences diverses et parfois opposées ?  En fin de compte, on peut dire que Simone ne s’est pas tellement trompée en faisant confiance à Aurélien. Il finit bel et bien par surmonter sa crise et par en retirer un bénéfice. On peut aussi dire qu’à aucun moment le lien n’est rompu entre Aurélien et sa mère. Ils adorent être ensemble, on les sent profondément attachés l’un à l’autre. Et c’est sans doute parce qu’il sait que ce lien existe qu’Aurélien peut pousser si loin ses antennes vers l’extérieur. Un enfant en demande d’amour serait moins audacieux, prendrait moins de risque. Cela dit, rien n’était gagné d’avance, et je crois que c’est le grand mérite de Véronique Genest de donner d’emblée un crédit formidable au personnage de Simone. Véronique est belle, charnelle, elle est positive, gaie, formidablement sympathique, qui songerait à plaindre Aurélien d’avoir une maman pareille ?
Et les Cotelle ?  Qu’est-ce qui pousse Aurélien vers eux ?
Curieusement, les jeunes enfants sont souvent assez conservateurs. Ils aiment bien ressembler à tout le monde, ils aiment les habitudes, une certaine forme de routine.
Les Cotelle sont rassurants pour Aurélien. Face à ses parents laïques et progressistes, ils incarnent un monde stable, religieux, un peu rigide dont Aurélien a besoin de faire l’expérience avant d’effectuer ses propres choix. Ils pourraient paraître étriqués, radoteurs, platement réactionnaires. Line Renaud aussi bien que Gérard Sety leur donnent une dimension poétique et font d’eux de doux allumés, touchants et dignes.
Vous semblez particulièrement satisfait de vos comédiens.
Je pense qu’ils ont été très généreux, ils ont partagé la tendresse que j’avais pour les personnages.
“Sixième Classique” n’est pas un film avec des méchants et des bons, des gens qui ont tort et d’autres qui ont raison. Chacun a sa chance, chacun a sa noblesse. C’est un film où des routes se croisent par hasard, simplement parce qu’un enfant, tel un coucou squattant le nid du voisin, s’est fait une petite place dans une famille qui n’était pas la sienne.
Vous ne dites rien de Clément Van Den Bergh…
En effet, je crois que son interprétation est suffisamment éloquente pour se passer de commentaires. J’utilise ce mot d’interprétation à dessin, parce que Clément est un enfant qu’on ne dirige pas mécaniquement, à qui on n’arrache pas par surprise telle ou telle réaction. C’est un garçon intelligent, réfléchi, il a une idée précise de ce qu’il fait. D’une façon étonnante pour quelqu’un d’aussi jeune, il construit son personnage avec beaucoup de cohérence et de maîtrise. C’est sans aucun doute l’une des chances de ce film de l’avoir rencontré.